# Ch'ŏnmin
Les Ch'ŏnmin (hangeul : 천민 ; hanja : 賤民 ; RR : Cheonmin) désigne en Corée lors de la période Joseon la partie de la population qui regroupe pour 95 % des esclaves (ou Nobi), ainsi que les intouchables, baekjeong. Ils représentent presque le tiers de la population de l'époque.